# Monjas Eremitas de la Orden de San Ambrosio de Nemus
Las Monjas Eremitas de la Orden de San Ambrosio de Nemus (oficialmente en latín: Moniales Eremitae Ordinis Sancti Ambrosii ad Nemus cooficialmente en italiano: Monache romite dell'Ordine di Sant'Ambrogio ad Nemus) es una orden religiosa católica monástica femenina de derecho pontificio y de rito ambrosiano, fundada por las religiosas italianas Catalina Moriggi y Juliana Puricelli hacia 1474 en el Sacro Monte di Varese. A las monjas de esta congregación se les conoce como eremitas ambrosianas

## Historia

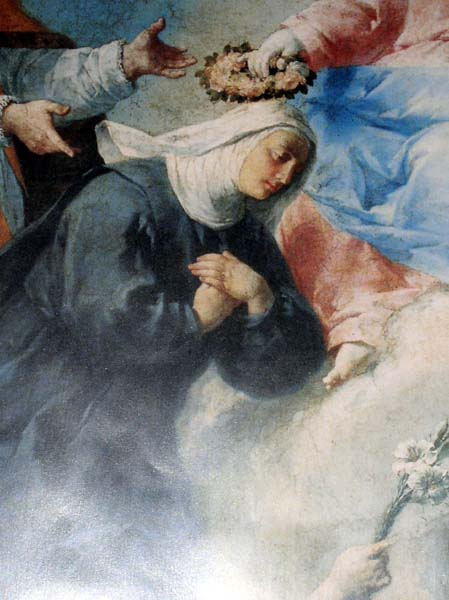
Juliana Puricelli (1427-1501), una de las fundadoras de la orden.

El origen de la orden se remonta a la comunidad de eremitas que se reunieron en torno a las religiosas italianas Catalina Moriggi y Juliana Puricelli, en el Sacro Monte di Varese. Nacieron como rama femenina monacal de la Orden de San Ambrosio de Nemus. El duque de Milán, Galeazo María Sforza, hizo construir para ellas un monasterio, que tuvo la aprobación del papa Sixto IV, mediante bula Pastoralis officii cura, del 10 de noviembre de 1474. Las primeras religiosas hicieron su profesión el 10 de agosto de 1476. Caterina fue nombrada la primera superiora del monasterio.
El monasterio gozó de gran prestigio, al punto que entre sus visitantes se encuentran personas como el obispo de Milán Carlos Borromeo (1574) y la reina de España Margarita de Austria (1601). Sin embargo con el establecimiento de la República Cisalpina en 1798 la orden fue suprimida, el monasterio confiscado y las religiosas dispersadas. El 5 de febrero de 1822, gracias a la labor de Mariana Staurenghi se logró restablecer la vida monástica en el Sacro Monte Veronese.
Aparte del Sacro Monte Veronese, la orden abrió otros dos monasterios: uno Bernaga di Perego (1972) y otro en Agra (1974).

## Organización
Las Monjas Eremitas de la Orden de San Ambrosio de Nemus forman un instituto de monasterios sui iuris, por lo cual, cada uno se gobierna por sí mismo. Aunque en la actualidad cuentan solo con el monasterio de Santa María del Monte Sopra Varese.
Las eremitas ambrosianas se dedican a la vida de contemplación, observan la clausura papal y viven según la Regla de San Agustín, en el seno del rito ambrosiano. En 2015, la orden contaba con unas 30 monjas presentes solo en Italia.

## Personajes
- Catalina Moriggi (ca. 1437-1478), beata, religiosa italiana, fundadora de la orden . Su culto fue aprobado por el papa Clemente XIV en 1729.[4]
- Juliana Puricelli (1427-1501), beata, religiosa italiana, cofundadora de la orden. Su culto también fue confirmada por el papa Clemente XIV en 1729.[5]